# 大口町 (鹿児島県)
大口町（おおくちちょう）は鹿児島県北東部、伊佐郡に属していた町。現在の伊佐市の市役所所在地であり、同市中心部から東側一帯にあたる。

## 地理
- 山：鳶巣岳、高熊山、間根ヶ平、国見山
- 峠：久七峠
- 河川：羽月川、水之手川

## 歴史
- 1889年（明治22年）4月1日 - 町村制の施行により、里村、原田村、大田村、牛尾村、木ノ氏村、目丸村、青木村、篠原村の区域より北伊佐郡大口村が発足。江戸期の旧村は大字となる[2]。
- 1897年（明治30年）4月1日 - 所属郡が伊佐郡に変更[3]。
- 1918年（大正7年）4月1日 - 大口村が町制施行して大口町となる[2]。
- 1954年（昭和29年）4月1日 - 山野町・羽月村・西太良村と合併して大口市が発足。同日大口町廃止。

廃止後
- 2008年（平成20年）11月1日 - 大口市が菱刈町と合併して伊佐市が発足。

## 行政
町村制施行から1954年の大口町廃止までの大口村長・大口町長を一覧化する。
| 大口村   | 大口村       | 大口村          |
| 代       | 氏名         | 就任期間        |
| -------- | ------------ | --------------- |
| 初代村長 | 有村隼太     | 1889年 - 不明   |
| 二代村長 | 堀之内正蔵   | 不明 - 1893年   |
| 三代村長 | 須佐美半之助 | 1893年 - 1895年 |
| 四代村長 | 宮内英治     | 1895年          |
| 五代村長 | 薗田与八郎   | 1895年 - 1898年 |
| 六代村長 | 市来政国     | 1898年 - 1900年 |
| 七代村長 | 平井省       | 1900年 - 1908年 |
| 八代村長 | 寺原竹二     | 1908年 - 1909年 |
| 九代村長 | 大脇虎之助   | 1909年 - 1917年 |
| 大口町   |              |                 |
| 初代町長 | 井畔友輔     | 1917年 - 1921年 |
| 二代町長 | 松永亀次     | 1921年 - 1925年 |
| 三代町長 | 寺原竹二     | 1925年 - 1929年 |
| 四代町長 | 井畔儀彦     | 1929年 - 1941年 |
| 五代町長 | 有満金次郎   | 1941年 - 1945年 |
| 六代町長 | 原口純允     | 1945年 - 1946年 |
| 七代町長 | 薗田長仁     | 1946年 - 1954年 |

## 交通

### 鉄道路線
- 日本国有鉄道
  - 山野線（1988年廃止）
  - 宮之城線（1987年廃止）
    - 薩摩大口駅

後に旧町域に山野線郡山八幡駅が設置されたが、当時は未開業。

## 出身者
- 隈元新 - 元伊佐市長、元大口市長